# Shancheng, Gansu
Shancheng är en socken i nordvästra Kina. Den ligger i Huan härad i Qingyang i provinsen Gansu, omkring 310 kilometer öster om provinshuvudstaden Lanzhou. Antalet invånare är 7 843. Befolkningen består av 3 725 kvinnor och 4 118 män. Barn under 15 år utgör 18,0 %, vuxna 15-64 år 74 %, och äldre över 65 år 7,0 %.